# Гимназија Краљево
Гимназија Краљево је четворогодишња средња школа која се налази у Краљеву и функционише у оквиру образовног система Републике Србије.

## Историјат

### Оснивање
Мештани Карановца и околине, уз подршку епископа ужичког Јоаникија, желели су да оснују гимназију средином 19. века, у време владавине кнеза Александра Карађорђевића, односно Михаила Обреновића. Своја настојања су, незванично, остварили 1873. године, у виду приватне гимназијске реалке, која није била призната од стране надлежних институција. Према попису од 19. новембра 1874. године, тадашња ванинституционална школска установа бројала је 19 ученика у три разреда.
| „ | Човечанство на целој земљи, дошло је до убеђења, да, што су год који народи писменији, научнији и образованији, то су исти народи раднији и у сваком погледу напреднији… | ” |
| — Молба Карановчана, упућена краљу Петру I у јуну 1909, која је иницирала његов Указ о оснивању образовне институције | |   |

Након успостављања Краљевине Србије, 1882, Карановац је преименован у Краљево, а исте године основана је Ратарска школа, прва средња стручна школа у граду. Тек крајем прве деценије 20. века, пет година након крунисања краља Петра I Карађорђевића у Манастиру Жичи, у Краљеву је, по његовом Указу, 29. јула по старом, односно 16. јула 1909. по новом календару основана приватна четворогодишња гимназија. Исте године, 1. септембра, по одобрењу Министарства просвете, почела је прва школска година у овој установи. На почетку рада, у школској 1909/10. години, у први разред је кренуло укупно 47 ђака, од чега 29 ученика и 18 ученица, док је у други уписано дванаесторо. (10 + 2) Прва генерација, школовање је окончала 1912. године, када је 13 ученика завршило IV разред и положило нижи течајни испит. У мају 1910, Јован Скерлић је, као инспектор Министарства просвете, у свом извештају изнео позитивне критике на рачун школе, означивши је у потпуности организованом и примерном.

### Између два светска сукоба
Први период у раду школе обележен је напорима да се њено постојање одржи и да се ђацима пруже што боље могућности за учење. Озбиљнији помак у том смислу догодио се 1915. године, услед потребе за проширењем и унапређењем наставе, када је уместо дотадашње четвороразредне, школа прерасла у шесторазредну. Недуго затим, исте године, ратне околности довеле су до обуставе рада, због чега настава није одржавана све до краја сукоба. Након ослобођења Србије, а потом и формирања Краљевине Срба, Хрвата и Словенаца, настава је обновљена 11. априла 1919, а до 19. јуна 1920, организована су три течаја по привременом наставном плану. Предавања су одржавана у оквиру скраћених школских година, како би се надокнадило градиво пропуштено за време рата. Краљ Александар I Карађорђевић је, потом, 1. јула 1921. године објавио Указ по ком је Нижа приватна гимназија у Краљеву претворена у Државну реалну гимназију. Током периода који је уследио, Краљеву је развој индустрије донео прилив капитала и раст наталитета, што је као последицу имало потребу за проширењем образовних капацитета. Након осцилација у виду честих измена у организацији наставног програма и називу школске установе, Самоуправна виша реална гимназија се од 1935. године усталила као осморазредна средња школа. Развој школе нагло је заустављен 1941, када су Краљево окупирале нацистичке формације. У октобру те године, стрељано је више хиљада људи, међу којима је било 5 професора и 21 ученик Гимназије. Школа се током Другог светског рата често селила, док је настава неретко одржавана на отвореном простору, како ученицима не би било ускраћено образовање.

### Послератни период
Преломни период Гимназије везује се за догађаје после Другог светског рата. Установу која је раније била уређена по законима Краљевине Југославије, са веронауком као наставним предметом, сменила је школа утемељена на принципима социјализма и секуларизма. Она је и у наредном периоду често мењала име и ниво организације, а услед великог броја ученика и одељења у којима су били распоређени, у школској 1948/49. подељена је на Мушку и Женску. Током педесетих година 20. века, ђаци су поново измешани, у покушају да се створи елитна школа, која би у тадашњем Ранковићеву имала значај високе академске институције. Године 1955, установљена је четворогодишња Гимназија, која је исте године претворена у самосталну друштвену институцију, са сопственим органима управљања. Неколико година касније, 14. децембра 1959, школа је добила назив - Гимназија „Мирко Луковић“ у Краљеву. Гимназија је у свом облику престала да постоји крајем 70-их година, услед увођења усмереног образовања. Коначно, 1990. године, враћен јој је статус и у Краљеву је успостављен рад Гимназије као државне установе, у којој је забрањен сваки вид политичког деловања.
Народни музеј Краљева је, током новембра и децембра 1999. године, у сарадњи са Историјским архивом Краљева и Архивом Србије, приредио изложбу поводом 90 година постојања краљевачке Гимназије. Највише признање за свој рад Гимназија је добила 2004. године, када јој је уручена „Вукова награда за унапређење културе у Србији“. Школа је 2009. прославила 100 година постојања, а на свечаности одржаној у биоскопу „Кварту“, 23. маја те године, тадашњем градоначелнику Краљева, Љубиши Симовићу, уручена је „Повеља граду за изузетан допринос развоју школе“. Поред Симовића, скупу су присуствовали и градски челници, владика жички господин Хризостом, као и Жарко Обрадовић, тадашњи министар просвете, којима су такође уручене повеље. Након Земљотреса у Краљеву 2010, а услед последица које је претрпела, Гимназија је током школске 2010/11. била приморана да своју наставу одржава по редукованом плану и програму са скраћеним часовима.

## Зграда школе
Школа која је почела са радом у тадашњем Карановцу првобитно је била смештена у новој двоспратној згради која је подигнута 1873. године и која је представљала највеће школско здање у Кнежевини Србији. Зграда је неколико година касније била предложена за седиште Шумарске школе, а понуда је званично заведена у Министарству финансија 17. октобра 1880, под бројем 3337. Како тадашњи предлог није усвојен, она је 1882. додељена новооснованој Ратарској школи. Након званичног оснивања Гимназије 1909, школа није имала своју зграду, па је наставу одржавала у просторијама Епархије жичке. Убрзо се уселила у зграду Црквеног суда, коју је саградио владика Николај Велимировић, док је касније радила и у здању Господар Васиног конака. Обе зграде промениле су намену и касније национализацијом биле одузете. Господар Васин конак је Епархији враћен кроз процес реституције тек почетком 21. века, а зграда Архива остала је у власништву града плаћањем обештећења. У архиви Народног музеја садржане су фотографије здања које је Гимназија користила у предратном времену, међу којима и мању приземну грађевину.
Гимназија се 1928, преселила у зграду са друге стране улице, у којој је била смештена некадашња реалка. Убрзо по усељењу Ратарске школе, у исту зграду је ушла и основна школа „IV Краљевачки батаљон“, па су премештањем Гимназије, све три школе истовремено радиле у овом здању. Након почетка Другог светског рата и уласка нацистичких трупа у Краљево, војници су окупирали зграду, па је школа остала без својих просторија. Током окупације, настава се углавном одвијала у приватним кућама. После рата, Гимназија је радила у згради Окружног начелства. Своју нову зграду, Гимназија је добила 1954. године, док је реорганизацијом образовних институција те и наредне године, са радом почела Економска школа. Медицинска школа, основана 1958. године, уселила се у јужни део исте зграде почетком школске 1961/62. Она је простор делила са Гимназијом и Економском школом све до краја прве деценије 21. века, када је у непосредној близини саграђена нова зграда уз помоћ средстава Европске инвестиционе банке. У међувремену, почетком 21. века, разматрана је могућност да се Гимназија премести у зграду чија се изградња планирала на потезу између Дома друштвених организација и Улице Војводе Путника, али се од те иницијативе одустало. Зграда у којој је некада била смештена Гимназија, прешла је у власништво Музеја 1985. године.
По исељењу Медицинске школе, две школе су зграду међусобно поделиле, тако да је Гимназији припао део са леве стране фискултурне сале, ка Доситејевој улици, док је Економска школа заузела део ближи новој згради Медицинске школе. Године 2010, 3. новембра, Краљево је погодио разоран земљотрес, приликом ког је зграда Гимназије претрпела значајна оштећења. Услед радова на санацији и ојачавању бетонских конструкција, које је финансирала Поштанска штедионица, зграда није била у употреби до септембра наредне године. За то време, током школске 2010/11, користиле су се просторије основне школе „Вук Караџић“ у Рибници, односно њеног истуреног одељења на Берановцу. Такође, како је конкурс за извођаче радова расписан у јулу 2011, уводна настава у школској 2011/12. изводила се на скраћеним часовима у згради основне школе „Четврти краљевачки батаљон“. Фасада школе обновљена је у другој половини 2019. године, а вредност радова процењена је на 12 милиона динара.

## Образовни профили
Током свог постојања, краљевачка Гимназија је више пута мењала ниво организације и начин рада. Након укидања усмереног образовања и реформе школства, Гимназија је утврђена као четворогодишња средња школа. Све до краја школске 2013/14, постојало је укупно 32 одељења у четири разреда. Лета 2017, школа се укључила у програм школовања напредних основаца и тако омогућила ученицима седмог разреда да наредне две школске године проведу у специјализованом одељењу ове школе. Исте године, отворено је и издвојено опште одељење Гимназије у оквиру основне школе „Милун Ивановић“ у Ушћу, док је у међувремену уведено и додатно одељење природно-математичког смера. Наредне године, пред школску 2017/18, Гимназија у Краљеву је отворила одељење за информационе технологије, што је директор Мирослав Видић означио почетком реформи ове установе. Школски капацитети су ограничени на 12 одељења, која су подељена према наставном плану и програму. У оквиру ње тренутно постоје:
- једно одељење општег смера
- два одељења природно-математичког смера
- два одељења друштвено-језичког смера
- једно одељење ученика са посебним способностима за математику (математичка гимназија)
- једно одељење ученика са посебним способностима за филолошке науке – енглески језик (филолошка гимназија)
- једно одељење ученика са посебним способностима за рачунарство и информатику (рачунарска гимназија)
- једно одељење ученика са посебним способностима за спорт (спортска гимназија)
- једно одељење ученика са посебним способностима за географију и историју

|                                   | \| Директори школе од њеног оснивања[а] \| Директори школе од њеног оснивања[а] \| \| Име и презиме \| Трајање мандата \| \| ------------------------------------ \| ------------------------------------ \| \| Димитрије С. Јовановић \| 1909—1911. \| \| Коста Н. Пауновић \| 1911—1914. \| \| Живојин Јанићијевић \| 1919—1921. \| \| Радоје Ускоковић \| 1921—1922. \| \| Јордан Петровић \| 1922—1926. \| \| Велимир Р. Трифуновић \| 1926—1934. \| \| Милан Г. Антонијевић \| 1929—1931, 1934—1939. \| \| Миленко Вучкић \| 1935—1936. \| \| Михајло И. Кнежевић \| 1939—1941. \| \| Драгомир Н. Ракић \| 1941—1944. \| \| Драгослав С. Митриновић \| 1944. \| \| Мирко Кулишић \| 1945. \| \| Ана С. Богосављевић \| 1945, 1949—1951. \| \| Радослав М. Веснић \| 1945—1947. \| \| Даница Коларевић \| 1947—1948. \| \| Реља Новаковић \| 1948—1949. \| \| Лука Селаковић \| 1948, 1955. \| \| Никола М. Красојевић \| 1948—1955. \| \| Јован Кричковић \| 1955—1961. \| \| Драгутин Јововић \| 1961—1970. \| \| Станоје Ж. Петровић \| 1970—1971, 1993—1995. \| \| Страхиња Војиновић \| 1971—1976. \| \| Миломир Мрљеш \| 1976—1979. \| \| Радован Радовановић \| 1979—1987.[б] \| \| Слободан Тодоровић \| 1979—1987.[б] \| \| Миодраг П. Ратковић \| 1979—1993.[б] \| \| Мирко Миладиновић \| 1995—1997. \| \| Милорад Н. Сенић \| 1997—2006. \| \| Мирослав Видић \| 2006—2021.[в] \| \| Смиљка Глишовић Пршић \| 2022—2024. \| \| Радмила Мурганић (в. д.)[42] \| 2024— \| |
| Директори школе од њеног оснивања | |
| Име и презиме                     | Трајање мандата |
| Димитрије С. Јовановић            | 1909—1911. |
| Коста Н. Пауновић                 | 1911—1914. |
| Живојин Јанићијевић               | 1919—1921. |
| Радоје Ускоковић                  | 1921—1922. |
| Јордан Петровић                   | 1922—1926. |
| Велимир Р. Трифуновић             | 1926—1934. |
| Милан Г. Антонијевић              | 1929—1931, 1934—1939. |
| Миленко Вучкић                    | 1935—1936. |
| Михајло И. Кнежевић               | 1939—1941. |
| Драгомир Н. Ракић                 | 1941—1944. |
| Драгослав С. Митриновић           | 1944. |
| Мирко Кулишић                     | 1945. |
| Ана С. Богосављевић               | 1945, 1949—1951. |
| Радослав М. Веснић                | 1945—1947. |
| Даница Коларевић                  | 1947—1948. |
| Реља Новаковић                    | 1948—1949. |
| Лука Селаковић                    | 1948, 1955. |
| Никола М. Красојевић              | 1948—1955. |
| Јован Кричковић                   | 1955—1961. |
| Драгутин Јововић                  | 1961—1970. |
| Станоје Ж. Петровић               | 1970—1971, 1993—1995. |
| Страхиња Војиновић                | 1971—1976. |
| Миломир Мрљеш                     | 1976—1979. |
| Радован Радовановић               | 1979—1987. |
| Слободан Тодоровић                | 1979—1987. |
| Миодраг П. Ратковић               | 1979—1993. |
| Мирко Миладиновић                 | 1995—1997. |
| Милорад Н. Сенић                  | 1997—2006. |
| Мирослав Видић                    | 2006—2021. |
| Смиљка Глишовић Пршић             | 2022—2024. |
| Радмила Мурганић (в. д.)          | 2024— |

| Директори школе од њеног оснивања | Директори школе од њеног оснивања |
| Име и презиме                     | Трајање мандата                   |
| --------------------------------- | --------------------------------- |
| Димитрије С. Јовановић            | 1909—1911.                        |
| Коста Н. Пауновић                 | 1911—1914.                        |
| Живојин Јанићијевић               | 1919—1921.                        |
| Радоје Ускоковић                  | 1921—1922.                        |
| Јордан Петровић                   | 1922—1926.                        |
| Велимир Р. Трифуновић             | 1926—1934.                        |
| Милан Г. Антонијевић              | 1929—1931, 1934—1939.             |
| Миленко Вучкић                    | 1935—1936.                        |
| Михајло И. Кнежевић               | 1939—1941.                        |
| Драгомир Н. Ракић                 | 1941—1944.                        |
| Драгослав С. Митриновић           | 1944.                             |
| Мирко Кулишић                     | 1945.                             |
| Ана С. Богосављевић               | 1945, 1949—1951.                  |
| Радослав М. Веснић                | 1945—1947.                        |
| Даница Коларевић                  | 1947—1948.                        |
| Реља Новаковић                    | 1948—1949.                        |
| Лука Селаковић                    | 1948, 1955.                       |
| Никола М. Красојевић              | 1948—1955.                        |
| Јован Кричковић                   | 1955—1961.                        |
| Драгутин Јововић                  | 1961—1970.                        |
| Станоје Ж. Петровић               | 1970—1971, 1993—1995.             |
| Страхиња Војиновић                | 1971—1976.                        |
| Миломир Мрљеш                     | 1976—1979.                        |
| Радован Радовановић               | 1979—1987.                        |
| Слободан Тодоровић                | 1979—1987.                        |
| Миодраг П. Ратковић               | 1979—1993.                        |
| Мирко Миладиновић                 | 1995—1997.                        |
| Милорад Н. Сенић                  | 1997—2006.                        |
| Мирослав Видић                    | 2006—2021.                        |
| Смиљка Глишовић Пршић             | 2022—2024.                        |
| Радмила Мурганић (в. д.)          | 2024—                             |

## Сарадња са другим школама
Краљевачка Гимназија је остварила успешну сарадњу са гимназијама „Сент Мери“ (фр. Sainte-Marie) и „Белви“ (фр. Centre Scolaire Assomption Bellevue) из Лиона, Гимназијом „Архангел Михаил“ из Алена, односно Другом мариборском гимназијом (словен. II. gimnazija Maribor). Сарадња се огледа у међусобним посетама, размени ученика и похађању наставе. Такође, школа је реализовала пограничну сарадњу и са Гимназијом са Жабљака, која се остварује у оквиру пројекта Наука и култура повезује људе. У склопу пројекта организовани су кампови, два фестивала науке, на Копаонику и у Рашкој, радионице из екологије и здравог начина живота, као и посета културно-историјским споменицима у околини Копаоника.

## Ваннаставне активности
Неки од ученика Гимназије били су чланови првог ђачког оркестра у Краљеву основаног 1908, док је школа током тридесетих година 20. века имала и сопствени оркестар. Године 2006, у Краљеву је покренут женски одбојкашки клуб „Гимназијалац“, чији је директор и један од оснивача Мирослав Видић.
Поред класичне наставе, школа поседује и мултимедијалну учионицу опремљену за организовање интердисциплинарне наставе и презентација, као и библиотеку са приближно 12500 књига. Ученици Гимназије стални су учесници такмичења из различитих предмета, а неки од њих су освајали награде на републичком нивоу. У школи се редовно одржава Фестивал науке и културе, у ком учествују ученици и наставници, а који се реализује кроз презентације, експерименте, поставке и изложбе.